# Хинмэй-гомпа
Хинмэй-гомпа (также Хинмэй-Ланга-Пармонг) — буддийский монастырь, находится в 5 км (17 км вдоль дороги) на холме к северо-востоку от города Таванг в округе Таванг в штате Аруначал-Прадеш, Индия. Монастырь принадлежит школе ньингма тибетского буддизма. Монастырь знаменит большой коллекцией изображений (Танка) тантрических божеств.
Монастырь принадлежит к подшколе Пеллинг, основанной Тегце-ринпоче в XIV веке. В обширном главном здании расположена 15-метровая статуя Падмасамбхавы.